# Таблиця медалей зимових Олімпійських ігор 1924
У наведеній таблиці показаний медальний залік перших зимових Олімпійських ігор, що проходили в Шамоні (Франція) з 25 січня по 5 лютого. Між 258 спортсменами з 16 країн було розіграно 16 комплектів медалей у 9 видах спорту. Нагороди отримали спортсмени з 10 країн.
| Місце  | Країна          | Золото | Срібло | Бронза | Загалом |
| ------ | --------------- | ------ | ------ | ------ | ------- |
| 1      | Норвегія        | 4      | 7      | 6      | 17      |
| 2      | Фінляндія       | 4      | 4      | 3      | 11      |
| 3      | Австрія         | 2      | 1      | 0      | 3       |
| 4      | Швейцарія       | 2      | 0      | 1      | 3       |
| 5      | США             | 1      | 2      | 1      | 4       |
| 6      | Велика Британія | 1      | 1      | 2      | 4       |
| 7      | Швеція          | 1      | 1      | 0      | 2       |
| 8      | Канада          | 1      | 0      | 0      | 1       |
| 9      | Франція         | 0      | 0      | 3      | 3       |
| 10     | Бельгія         | 0      | 0      | 1      | 1       |
| Всього | Всього          | 16     | 16     | 17     | 49      |